# Бурбах (Зигерланд)
Бурбах (нем. Burbach) — община в Германии, в земле Северный Рейн-Вестфалия.
Подчиняется административному округу Арнсберг. Входит в состав района Зиген-Виттгенштайн. Население составляет 14 443 человека (на 31 декабря 2010 года). Занимает площадь 79,66 км².
Коммуна подразделяется на 9 сельских округов.
| Год  | Население |
| ---- | --------- |
| 1995 | 14 740    |
| 2000 | 14 962    |
| 2005 | 14 947    |
| 2010 | 14 486    |

## Экономика
В коммуне расположена штаб-квартира компании WaldrichSiegen.